# Serbische Eishockeyliga 2017/18
Die Saison 2017/18 der Serbischen Eishockeyliga  war die zwölfte Spielzeit der höchsten Eishockey-Spielklasse Serbiens. Meister wurde der SKHL Roter Stern.

## Teilnehmer
| Mannschaft       | Stadt    | Vorjahresplatzierung  | Heimarena             | Kapazität |
| ---------------- | -------- | --------------------- | --------------------- | --------- |
| SKHL Roter Stern | Belgrad  | Vizemeister           | Ledena dvorana Pionir | 2.000     |
| HK Vojvodina     | Novi Sad | 3. Platz (Play-offs)  | Ledena dvorana SPENS  | 1.623     |
| HK NS Stars      | Novi Sad | 4. Platz (Hauptrunde) | Ledena dvorana SPENS  | 1.623     |
| HK Red Team      | Belgrad  | Neu                   | Ledena dvorana Pionir | 2.000     |

## Hauptrunde
| Pl. |                  | Sp | S  | OTS | OTN | N  | Tore   | Diff. | Punkte |
| 1.  | SKHL Roter Stern | 12 | 12 | 0   | 0   | 0  | 102:13 | +89   | 36     |
| 2.  | HK Vojvodina     | 12 | 08 | 0   | 0   | 04 | 055:32 | +23   | 24     |
| 3.  | HK Red Team      | 12 | 02 | 0   | 1   | 09 | 027:91 | −64   | 07     |
| 4.  | HK NS Stars      | 12 | 01 | 1   | 0   | 10 | 018:66 | −48   | 05     |

Abkürzungen: Pl. = Platz, Sp = Spiele, S = Siege: 3 Punkte, OTS = Siege nach Verlängerung (Overtime): 2 Punkte, OTN = Niederlagen nach Verlängerung: 1 Punkt, N = Niederlagen, Diff. = Differenz

Erläuterungen: Sieger der Hauptrunde, Qualifikation für das Play-off-Finale, Qualifikation für das Play-off-Finale, Saison beendet

## Play-offs

### Finale
Die Finalspiele werden im Modus Best-of-Three ausgetragen.
1. Runde: 6. März 2018
2. Runde: 12. März 2018

|                          | Serie |                       | 1   | 2   | 3 | Gesamt |
| SKHL Roter Stern Belgrad | 2:0   | HK Vojvodina Novi Sad | 6:2 | 7:1 | − | 13:3   |